# Pirk (Weischlitz)
Pirk ist ein Ortsteil der Gemeinde Weischlitz im sächsischen Vogtlandkreis. Er wurde gemeinsam mit seinem Ortsteil Türbel am 1. Januar 1957 nach Großzöbern eingemeindet, welches sich am 1. Januar 1994 mit sechs weiteren Gemeinden zur Gemeinde Burgstein zusammenschloss. Diese wurde wiederum am 1. Januar 2011 in die Großgemeinde Weischlitz eingegliedert.

## Geografie

### Lage und Verkehr
Pirk liegt im Osten des Gemeindegebiets von Weischlitz an der Mündung des Feilebachs in die Weiße Elster. Die Talsperre Pirk befindet sich östlich und die Talsperre Dröda südlich des Orts. Durch Pirk führt die Staatsstraße 319 (ehemalige Bundesstraße 173), welche nordöstlich des Orts in der Anschlussstelle „Pirk“ die Bundesautobahn 72 kreuzt. Letztere überquert über die Elstertalbrücke die Weiße Elster nordöstlich von Pirk.
Am nördlichen Ufer der Weißen Elster nahe der in der Ortsflur liegenden Siedlung Türbel befindet sich die Bahnstrecke Plauen–Cheb mit dem Haltepunkt „Pirk“. Der Ort ist zudem mit den vertakteten RufBus-Linien 52 und 53 des Verkehrsverbunds Vogtland an Weischlitz, Oelsnitz und Gutenfürst angebunden.
Pirk befindet sich im Westen des Vogtlandkreises und im sächsischen Teil des historischen Vogtlands. Geografisch liegt Pirk im Zentrum des Naturraums Vogtland (Mittelvogtländisches Kuppenland).

### Nachbarorte
|                            | Oberweischlitz                              | Türbel     |
| Geilsdorf                  | Kompassrose, die auf Nachbargemeinden zeigt | Magwitz    |
| Großzöbern mit Kleinzöbern | Dröda                                       | Bösenbrunn |

## Geschichte

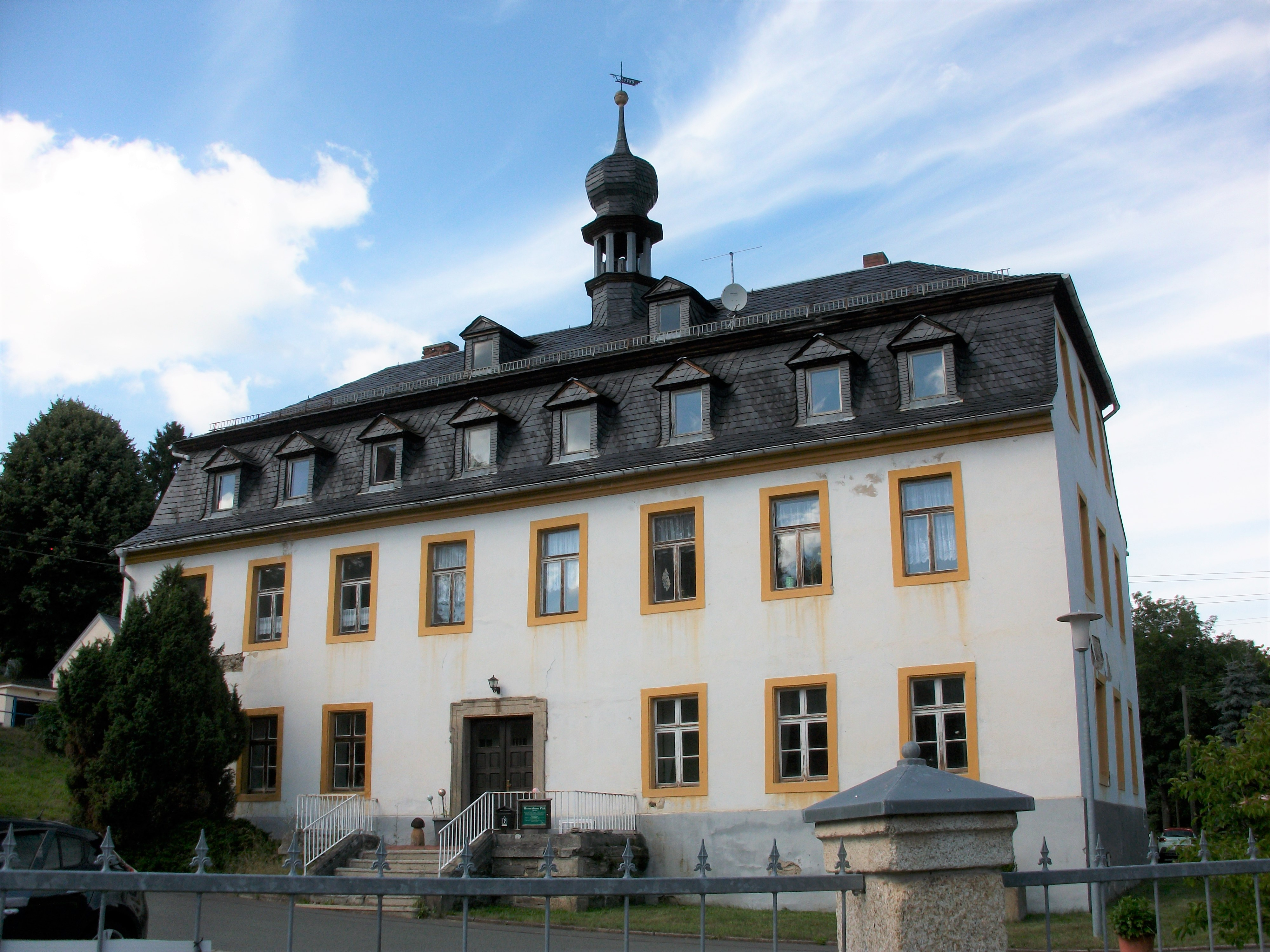
Rittergut Pirk, Herrenhaus

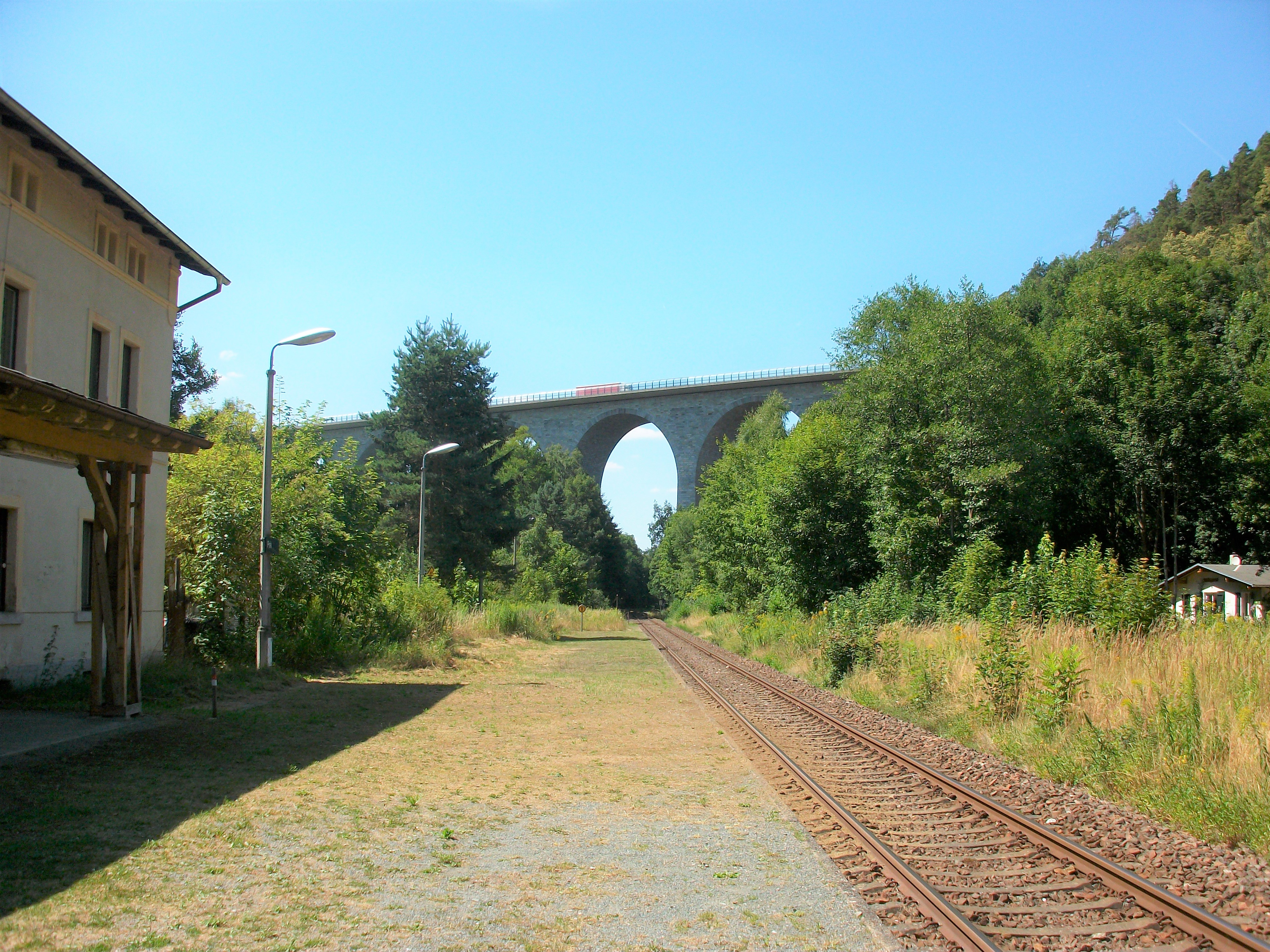
Haltepunkt Pirk mit Autobahnviadukt (2018)

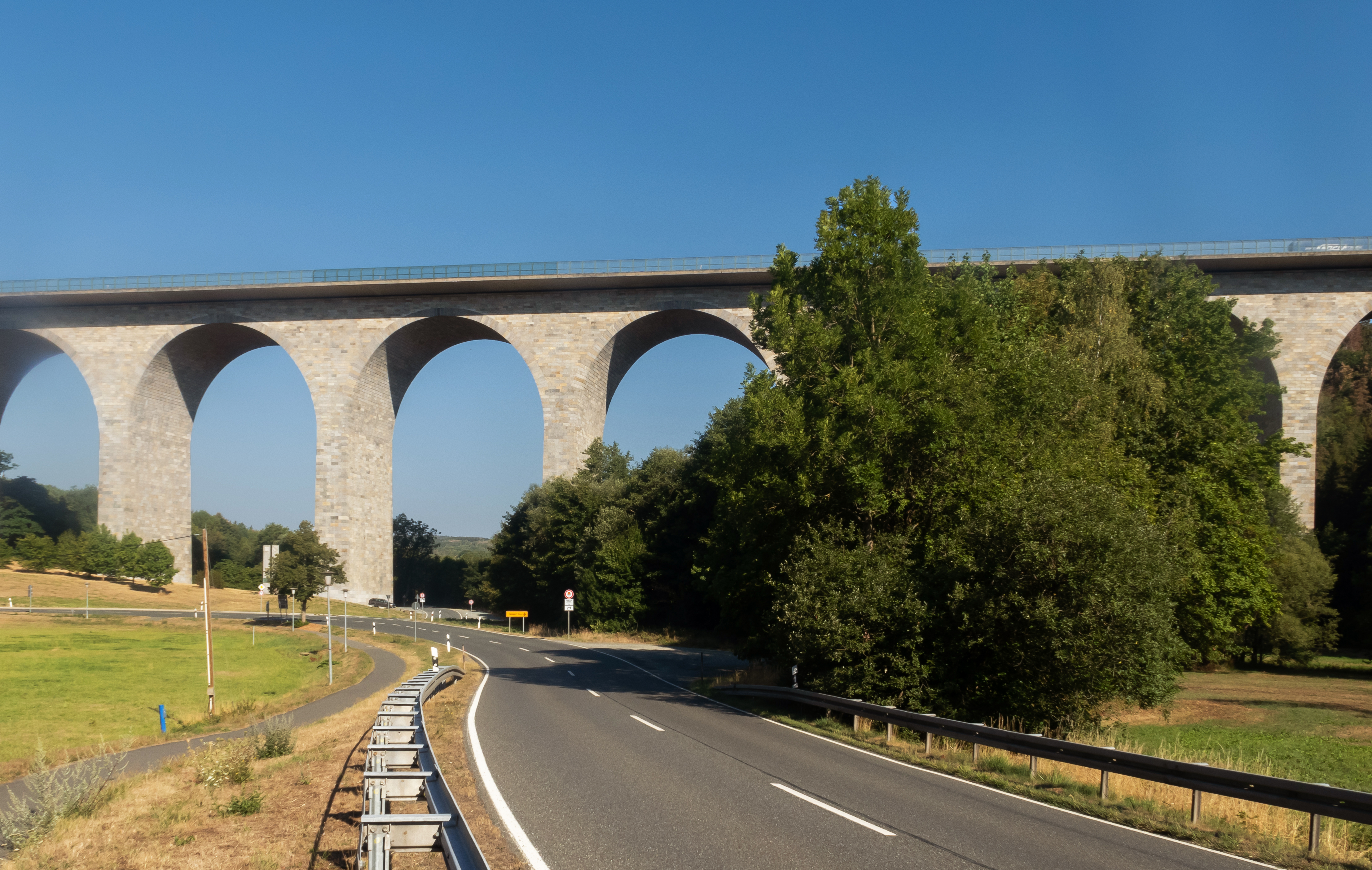
Überführung Autobahn 72 über Bundesstraße 173

Der Ort Pirk wurde im Jahr 1378 erstmals als „Pyrk“ erwähnt. Bereits vor 1301 existierte beim Nachbarort Türbel auf einer Spornspitze nahe der Einmündung des Triebelbachs in die Weiße Elster eine Wehranlage, welche der Sicherung der Handelsstraße Leipzig–Plauen–Hof diente. Diese ist heute noch als Ruine erhalten. Direkt im Ort Pirk ist ein Rittersitz ab 1445 nachgewiesen. Nach dessen Aufteilung wurden im Jahr 1542 zwei Vorwerke („oberen und niederen Bergk“) nachgewiesen, welche der Festung Türbel unterstanden. Diese wurden später zu einem Rittergut vereinigt. In der ersten Hälfte des 16. Jahrhunderts verkaufte die Familie von Sack ihre Besitzungen an die Familie von Beulwitz, von der es in der zweiten Hälfte des 16. Jahrhunderts an die Familie von Reitzenstein kam. Nach dem Dreißigjährigen Krieg war die Familie von Tettenbach Besitzer des Ritterguts Pirk, auf welche Ende des 17. Jahrhunderts die Herren von Naundorf und 1748 die bürgerliche Familie Hüttner folgten. Die heutigen Gebäude entstanden um 1753. Bergbau wurde in Pirk an der Straße nach Weischlitz und in der „Leiten“ betrieben. Dies ist bis heute an den Mundlöchern zu sehen.
Der Ort Pirk gehörte zur Grundherrschaft des örtlichen Ritterguts Pirk. Kirchlich gehört er seit jeher nach Geilsdorf. Pirk unterstand bis 1856 dem kursächsischen bzw. königlich-sächsischen Amt Voigtsberg. 1856 wurde der Ort dem Gerichtsamt Plauen und 1875 der Amtshauptmannschaft Plauen angegliedert. Am 1. November 1874 eröffnete die Station „Pirk“ der Bahnstrecke Plauen-Eger nördlich von Türbel. Zwischen 1935 und 1938 entstand östlich des Orts die Staumauer der Talsperre Pirk. Im Jahr 1938 begann der Bau der Elstertalbrücke Pirk für die heute als A 72 bezeichnete Reichsautobahn. Aufgrund des Zweiten Weltkriegs wurden die Arbeiten jedoch 1940 eingestellt und die Brücke erst 50 Jahre später nach der Deutschen Wiedervereinigung ab 1990 fertiggestellt.
Durch die zweite Kreisreform in der DDR kam die Gemeinde Pirk mit ihrem Ortsteil Türbel im Jahr 1952 zum Kreis Plauen-Land im Bezirk Chemnitz (1953 in Bezirk Karl-Marx-Stadt umbenannt). Am 1. Januar 1957 erfolgte die Eingemeindung von Pirk mit Türbel nach Großzöbern. Seit 1990 gehörte Pirk als Ortsteil der Gemeinde Großzöbern zum sächsischen Landkreis Plauen, der 1996 im Vogtlandkreis aufging. Am 1. Januar 1994 schloss sich die Gemeinde Großzöbern mit sechs weiteren Gemeinden zur Gemeinde Burgstein zusammen, die wiederum am 1. Januar 2011 in die Großgemeinde Weischlitz eingegliedert wurde. Seitdem bilden Pirk und Türbel einen Ortsteil von Weischlitz.

## Persönlichkeiten
- Heinrich Eduard von Hüttner zu Pirk (1837–1919), sächsischer Politiker und Rittergutsbesitzer